# فشلة آل سعيد (حورة)
'

تعديل مصدري - تعديل

فشلة ال سعيد هي إحدى قرى عزلة حوره بمديرية حورة التابعة لمحافظة حضرموت، بلغ تعداد سكانها 492 نسمة حسب تعداد اليمن لعام 2004.